# Wydział Prawa Uniwersytetu Pavla Jozefa Šafárika w Koszycach
Wydział Prawa Uniwersytetu Pavla Jozefa Šafárika w Koszycach (słow. Právnická fakulta Univerzity Pavla Jozefa Šafárika v Košiciach) – wydział prawa, jeden z 5 wydziałów w strukturze słowackiego Uniwersytetu Pavla Jozefa Šafárika w Koszycach (UPJŠ) z siedzibą przy ul. Kováčskiej 26 w Koszycach.
Wydział liczy 9 katedr, jego dziekanem jest prof. Mária Bujňáková.

## Niektórzy absolwenci
- Ján Auxt (1983), sędzia słowackiego Sądu Konstytucyjnego
- Štefan Harabin, 2006-2009 wicepremier i minister sprawiedliwości w rządzie Roberta Fico
- Vladimír Mitro (1976), 1993-1995 szef Słowackiej Służby Informacyjnej (SIS)
- Viera Petríková (1980), od 2009 wicepremier i minister sprawiedliwości w rządze Roberta Fico
- Zdenko Trebuľa (1978), słowacki polityk samorządowy, od 2004 w SMER